# Wagnersfehn
Wagnersfehn ist ein Dorf und Ortsteil der Gemeinde Moorweg, die ihrerseits Mitglied der Samtgemeinde Esens im ostfriesischen Landkreis Wittmund ist.

## Geschichte
Der Ort taucht erstmals im Jahre 1789 als Wageners Vehn in den Urkunden auf. Der Ortsname ist aus dem Familiennamen des Gründers, Wag(e)ner, sowie dem für Moorkolonien üblichen Zusatz -fehn gebildet worden.
Der Unternehmer J. G. Wagener gründete die Moorkolonie im Jahre 1771. Nach anderen Quellen ließ seine Frau den Ort bereits im Jahre 1770 auf Basis des von Friedrich II. erlassenen Urbarmachungsediktes anlegen. Nach dem Vorbild niederländischer Fehnkolonien sollte der Ort erschlossen werden. Zur Entwässerung ihrer Kolonie ließ Christine Adelheit Wagener um 1780 eine Wasserschöpfmühle errichten und den Kanalbau vorantreiben. Das Wasser sollte durch dieses künstlich angelegte Mühlentief über das Alte Klostertief nach Bensersiel und schließlich in die Nordsee geleitet werden. Für die Siedlung warb ihr Mann am linken Niederrhein Pfälzer als Kolonisten an. Bereits nach wenigen Jahren zerstörte ein Brand die Mühle. Die Besitzerin geriet dadurch in Zahlungsschwierigkeiten und musste die Kolonie verkaufen. Der Kanalbau kam dadurch ins Stocken. Durch die unzureichende Entwässerung fanden die Neusiedler sehr schlechte Bedingungen vor, so dass ein Großteil von ihnen abwanderte und sich auf einer Heide auf dem Weg nach Aurich in den Siedlungen Plaggenburg und Pfalzdorf niederließ.
Im Jahre 1848 hatte Wagnersfehn 147 Einwohner, die sich auf 30 Wohngebäude verteilten. Etwa um 1850 wurde der später in Benser Tief umbenannte Esens-Wittmunder Kanal durch Wagnersfehn gebaut.
Im Jahre 1972 schloss sich die ehemalige Gemeinde Wagnersfehn mit den Ortschaften Altgaude, Kloster Schoo, Neugaude und Westerschoo zur Gemeinde Moorweg zusammen. Seit den 1970er Jahren bilden weite Gebiete des Ortes das Landschaftsschutzgebiet Benser  Tief. Die Ochsenweide ist seit 1980 ein Naturschutzgebiet. Durch Wiedervernässung entstand dort ein Hochmoor „von europäischem Rang“. Teile
Schafhauser Waldes und die Ochsenweide sind zudem als FFH-Gebiete ausgewiesen, ein Teil des Landschaftsschutzgebietes östlich des Flachsweges gilt als wertvoller Bereich für die Fauna. Nachdem in den 1970er Jahren vor allem die Lücken im Ortskern bebaut wurden, wies die Gemeinde Moorweg ab den 1990er Jahren auch neue Baugebiete aus.

## Infrastruktur
In Wagnersfehn steht ein 2010 von der Sielacht Esens eröffnetes Schöpfwerk, das für die Entwässerung einer Fläche von rund 5.500 Hektar Land am Übergang von der Geest zur Marsch zuständig ist. Die beiden Pumpen des Schöpfwerks Wagnersfehn befördern zusammen rund 8,8 Kubikmeter pro Sekunde im Bedarfsfall in Richtung Bensersiel. Der Bau der Anlage hat rund 2,5 Millionen Euro gekostet.